# Handspring
Handspring — компанія-виробник кишенькових комп'ютерів (КПК) і комунікаторів під управлінням операційної системи Palm OS.
Handspring була заснована винахідниками Palm Pilot і засновниками компанії Palm Computing Джеффом Хокінсом і Доною Дубінські . У 1995 році їх компанія Palm Computing була куплена корпорацією US Robotics. У 1997, після того як US Robotics була поглинена 3Com, Palm стала дочірньою компанією 3Com. У червні 1998 року засновники Palm стали незадоволені тим, у якому напрямку веде компанію 3Com, покинули компанію і заснували Handspring. У 2003 році Handspring об'єдналася з апаратним підрозділом Palm і незабаром після цього Palm розділилася на palmOne і PalmSource.
Англійське слово handspring буквально означає — сальто, «колесо» — гімнастичний рух, при якому тіло перевертається на 360 ° з опорою руками об землю. Логотип Handspring зображує чоловічка, що робить «колесо».